# Helen Dacre
Helen Dacre es una científica y deportista británica. Actualmente es profesora de meteorología dinámica en la Universidad de Reading. Su trabajo de modelado y predicción de la trayectoria de la nube de cenizas procedentes del volcán Eyjafjallajökull fue fundamental para la reapertura del espacio aéreo europeo en el menor plazo posible. Anteriormente había representado a Reino Unido en waterpolo en los Campeonatos de Europa, Commonwealth y Mundiales.

## Carrera deportiva
Dacre representó a Reino Unido en varias competiciones internacionales de waterpolo. En el Campeonato Mundial de Natación de 2003 en Barcelona, Dacre fue miembro habitual en la alineación de Reino Unido.

## Carrera investigadora
La investigación de Dacre se centra en el desarrollo de ciclones extra-tropicales, el transporte de la contaminación a través de la atmósfera y la dispersión de cenizas volcánicas. Sus algoritmos de seguimiento de ciclones se utilizan de manera generalizada.
El modelo de dispersión de cenizas volcánicas de Dacre es fundamental para los pronósticos de seguridad de la aviación de la Oficina Meteorológica. Tras la erupción en 2010 del volcán islandés Eyjafjallajökull, tuvo que cerrarse el espacio aéreo europeo, generando un coste para la industria aérea mundial de unos 200 millones de dólares al día.
La evaluación de Dacre de la precisión de los modelos sobre las nubes de cenizas reduce los tiempos de cierre del espacio aéreo, como quedó demostrado con la reducción de impacto económico de la erupción del Grímsvötn de 2011.